# Aline Danioth
Aline Danioth (Andermatt, 12 marzo 1998) è una sciatrice alpina svizzera.

## Biografia
Aline Danioth ha debuttato nel Circo bianco nel novembre del 2014 disputando un supergigante a Davos, valido come gara FIS. Ha esordito in Coppa Europa l'8 gennaio 2015 a Melchsee-Frutt in slalom speciale, classificandosi 23ª, e in Coppa del Mondo il 20 dicembre 2015 a Courchevel in slalom gigante, senza completare la prova. Il 1º marzo 2016 ha vinto la medaglia d'oro nella combinata ai Mondiali juniores di Soči/Roza Chutor, in Russia, e il 16 dicembre 2017 ha conquistato il suo primo podio in Coppa Europa, vincendo lo slalom parallelo di Plan de Corones.
Ai Mondiali juniores del 2018, a Davos in Svizzera, ha vinto la medaglia d'oro nella combinata e nella gara a squadre e quella di bronzo nello slalom speciale; l'anno successivo ai Mondiali di Åre 2019, suo esordio iridato, ha vinto la medaglia d'oro nella gara a squadre ed è stata 15ª nello slalom speciale. Il 20 febbraio 2019 si è aggiudicata la medaglia d'argento nello slalom speciale ai Mondiali juniores disputati sulle nevi della Val di Fassa; ai XXIV Giochi olimpici invernali di Pechino 2022, sua prima presenza olimpica, si è piazzata 10ª nello slalom speciale e ai Mondiali di Courchevel/Méribel 2023 si è classificata 6ª nello slalom speciale, 5ª nella gara a squadre (partecipando come riserva) e non si è qualificata per la finale nel parallelo.

## Palmarès

### Mondiali
- 1 medaglia:
  - 1 oro (gara a squadre a Åre 2019)

### Mondiali juniores
- 5 medaglie:
  - 3 ori (combinata a Soči/Roza Chutor 2016; combinata, gara a squadre a Davos 2018)
  - 1 argento (slalom speciale a Val di Fassa 2019)
  - 1 bronzo (slalom speciale a Davos 2018)

### Coppa del Mondo
- Miglior piazzamento in classifica generale: 39ª nel 2020

#### Coppa del Mondo - gare a squadre
- 1 podio:
  - 1 vittoria

### Coppa Europa
- Miglior piazzamento in classifica generale: 2ª nel 2022
- Vincitrice della classifica di slalom speciale nel 2018 e nel 2022
- 18 podi:
  - 6 vittorie
  - 6 secondi posti
  - 6 terzi posti

#### Coppa Europa - vittorie
| Data             | Località            | Paese    | Specialità |
| ---------------- | ------------------- | -------- | ---------- |
| 16 dicembre 2017 | Plan de Corones     | Italia   | KB         |
| 19 gennaio 2022  | Meiringen/Hasliberg | Svizzera | SL         |
| 20 gennaio 2022  | Meiringen/Hasliberg | Svizzera | SL         |
| 31 gennaio 2022  | Zell am See         | Svizzera | SL         |
| 20 marzo 2022    | Soldeu              | Andorra  | SL         |
| 23 marzo 2025    | Oppdal              | Norvegia | SL         |

Legenda:

SL = slalom speciale

KB = combinata

### South American Cup
- Miglior piazzamento in classifica generale: 48ª nel 2025
- 1 podio:
  - 1 terzo posto

### Campionati svizzeri
- 4 medaglie[1]:
  - 1 oro (slalom gigante nel 2016)
  - 3 argenti (slalom speciale nel 2016; slalom gigante nel 2018; slalom speciale nel 2022)